# Shlomo Ben Zeev
Shlomo Ben Zeev (in ebraico שלמה בן זאב‎?; 1941 – 29 gennaio 1992) è stato un cestista israeliano.

## Carriera
Con Israele ha partecipato ai Campionati europei del 1963.